# مجموعه بناهایی محدوده پالایشگاه
مجموعه بناهایی محدوده پالایشگاه مربوط به اواخر دوره قاجار -اوایل دوره پهلوی است و در آبادان، داخل شهر واقع شده و این اثر در تاریخ ۱۹ اسفند ۱۳۸۰ با شمارهٔ ثبت ۵۰۰۰ به‌عنوان یکی از آثار ملی ایران به ثبت رسیده است.